# South Pass
South Pass is een 2259 meter hoog zadel in het zuidwesten van de Amerikaanse deelstaat Wyoming. Het zadel ligt op de Continental Divide en ligt tussen het stroomgebied van de Sweetwater, een zijrivier van de North Platte (stroomgebied van de Mississippi) in het oosten en het stroomgebied van Pacific Creek (stroomgebied van de Colorado) in het westen. South Pass is één punt in een 56 kilometer brede laagte tussen de Wind River Range in het noorden (deel van de Centrale Amerikaanse Rocky Mountains) en de Zuidelijke Rocky Mountains in het zuiden.

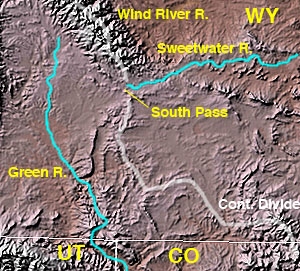
Kaart van de omgeving van South Pass

Administratief gezien ligt South Pass in Fremont County (hoofdplaats Lander).

## Geschiedenis
Historisch gezien speelde South Pass een uitermate belangrijke rol voor de migratie naar het westen aangezien op deze plaats de Continental Divide (die voor een groot deel over de Rocky Mountains loopt) op een gemakkelijke manier overgestoken kon worden. De pas is immers relatief laag en, belangrijker, niet bergachtig. Ten oosten van South Pass lagen de Great Plains. Deze waren formeel onderdeel van de Verenigde Staten, maar tot de jaren 1840 was dit "unorganized territory" van "Nebraska" en was het er illegaal om er nederzettingen te bouwen. Ten westen van South Pass lag het territorium van de Oregon Country. Vóór 1846 was dit een geen officieel deel van de Verenigde Staten, maar gebied dat betwist werd tussen de VS en Groot-Brittannië. De route door het huidige Wyoming en Idaho (Western Rocky Mountains) was relatief moeilijk, door onherbergzame berg- en vulkanische landschappen.
South Pass werd een cruciaal onderdeel op de migratieroutes naar het westen zoals de Oregon Trail (vanaf 1840-43), California Trail (vanaf 1843-44), Mormon Trail (vanaf 1847) en Bozeman Trail (vanaf 1863). Omwille van zijn historisch belang werd de pas aangeduid als een U.S. National Historic Landmark. In 1846 werd de Oregon Country officieel deel van de Verenigde Staten en lagen beide zijden van South Pass dus in de Verenigde Staten.

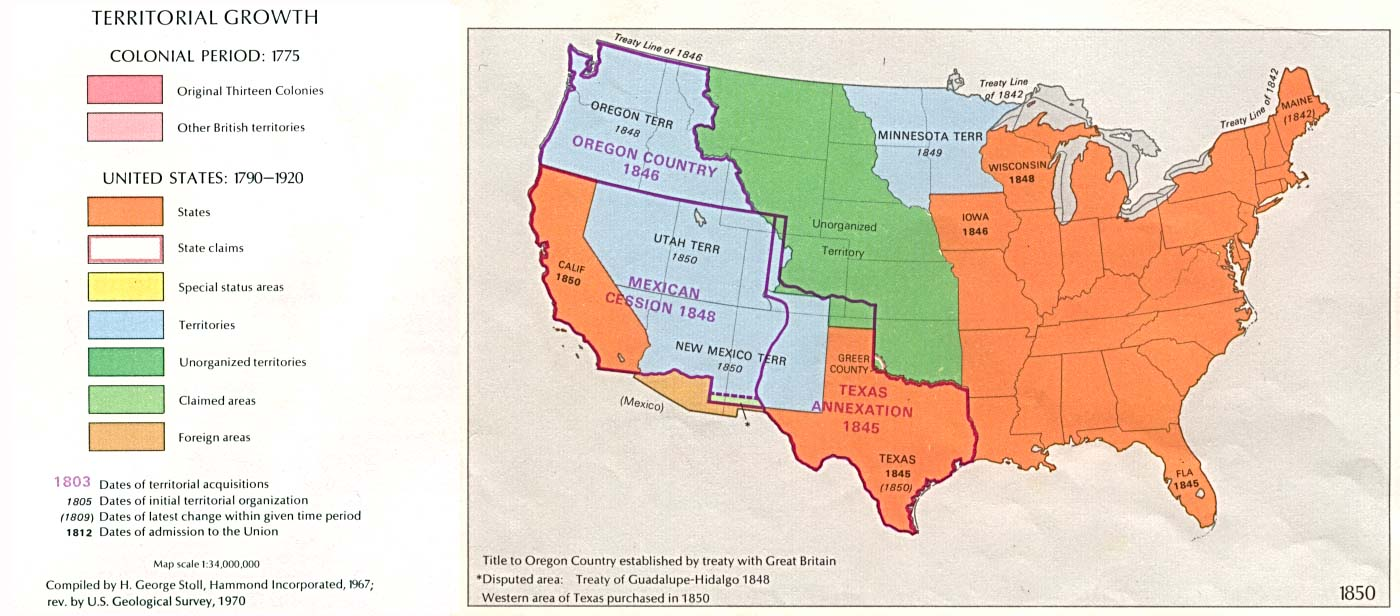
South Pass lag pal op de grens van het uiterste zuidoosten van de Oregon Country (lichtblauw) en het unorganized territory (groen).

In november 1812 werd South Pass ontdekt door een groep onder leiding van Robert Stuart. De expeditie was gefinancierd door John Jacob Astor en was op de terugweg uit het westen (op de heenreis had men noordelijker gereisd). Door de oorlog van 1812 bleef de locatie van de pas geheim. Twaalf jaar na Stuart herontdekten bonthandelaars Jedediah Smith en Thomas Fitzpatrick de route via South Pass. Deze kon gemakkelijk bereikt worden via de Platte, North Platte en Sweetwater rivier doorheen het toenmalige nog niet door blanken bevolkte gebied van het latere Nebraska en Wyoming.
Rond 1830 begon de route die de Oregon Trail zou gaan worden, meer en meer vast te liggen, maar het was pas later dat de Oregon Trail ook echt populair werd voor pioniers die zich in het wilde westen vestigen. In het jaar 1830 bracht William Sublette de eerste huifkarren tot net over South Pass. Dit toonde aan dat dit deel van de route gemakkelijk begaanbaar was. In 1843 werd een eerste "Grote Trek" georganiseerd over de Oregon Trail via South Pass.
Tot de Transcontinental Railroad in 1869 een gemakkelijker alternatief bood, trokken mogelijks tot een half miljoen migranten over South Pass naar het westen. Overigens wilde men oorspronkelijk langs deze route de Transcontinental Railroad aanleggen.

## Landschap
De pashoogte is een breed open zadel met relatief droge shortgrass prairie (korte grassen) en alsem. Ten oosten van de pas stroomt de Sweetwater, een zijrivier van de North Platte. Ten westen van de pas stroomt de toepasselijk genaamde Pacific Creek. Pacific Creek mondt westelijker uit in de Big Sandy River, op zich een zijrivier van de Green River.
Ten noordwesten van de historische pas kruist vandaag de Wyoming Highway 28 de waterscheiding op een iets hoger punt (2300 meter). Dit hoogste punt op deze weg wordt ook South Pass genoemd.

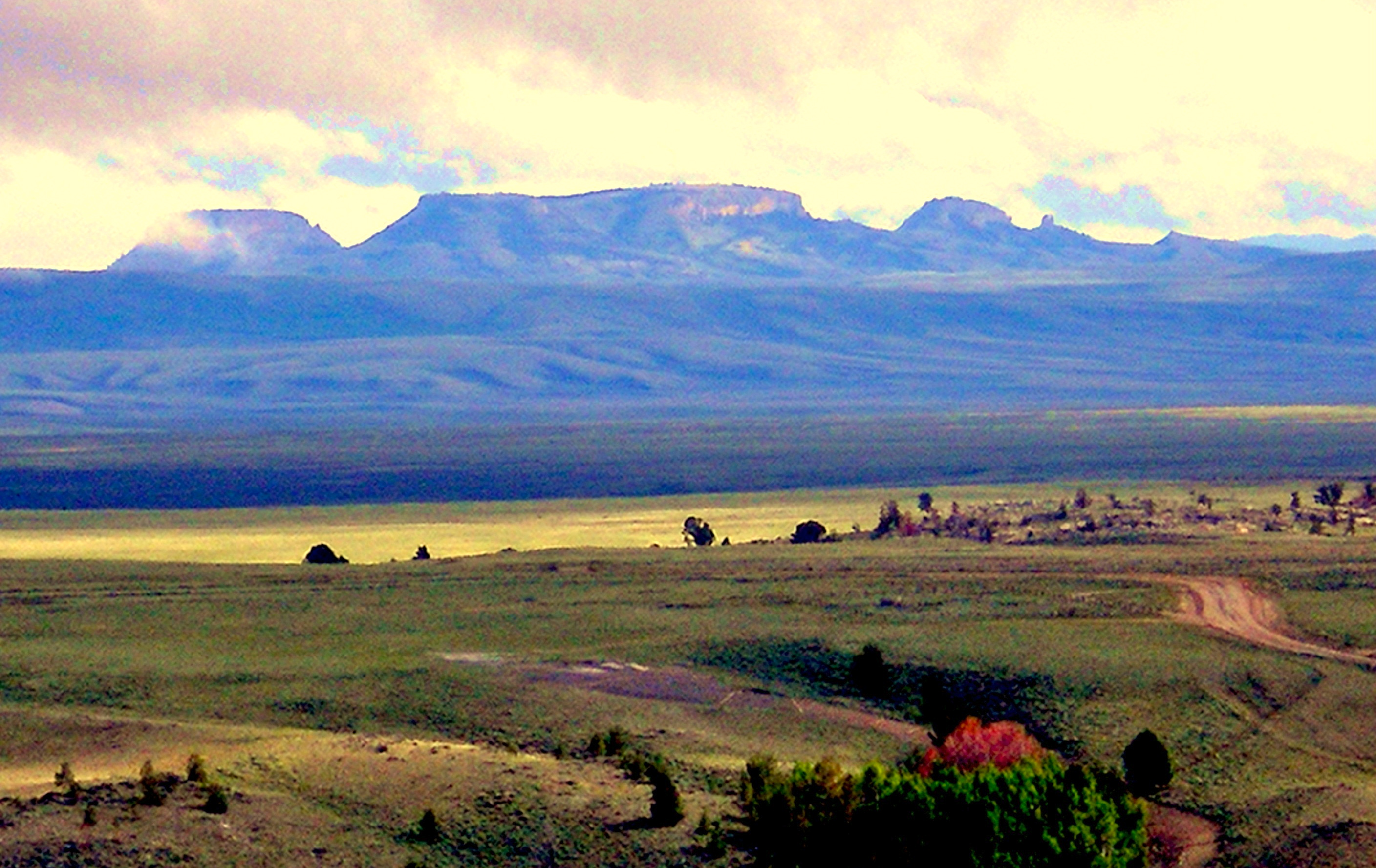
De Oregon Buttes ten zuiden van South Pass dienden als referentiepunt voor migranten

Ten zuiden van de pas liggen de Oregon buttes en het Great Divide Basin, een endoreïsch bekken. De Transcontinental Railroad en de later aangelegde oost-west autosnelweg I-80 kozen beiden voor een meer zuidelijke route en steken de waterscheiding over doorheen het zuiden van dit Great Divide Basin, deel van Wyoming's Red Desert.